# Merrill Lynch
Merrill Lynch is een Amerikaanse bank. Het is sinds 2008 een onderdeel van Bank of America.

## Geschiedenis
De bank is in 1914 opgericht door Charles E. Merrill aan Wall Street in New York. Hij noemde de bank Charles E. Merril & Co. Een paar maanden later voegde zijn vriend Edmund C. Lynch zich bij hem en werd de firma omgedoopt in Merrill, Lynch & Co. Later is de komma tussen Merrill en Lynch komen te vervallen. Als zakenbank had de firma vrij snel succes. Tot en met de jaren 1970 is de bank bekend gebleven als katholiek bolwerk. 
Tussen 1971 en 2008 was de bank genoteerd aan de New York Stock Exchange.

## Verkoop MLIM
In 2006 werd het bedrijfsonderdeel Merrill Lynch Investment Managers (MLIM) verkocht aan BlackRock. MLIM had een sterke positie op het gebied van aandelenbeleggingen en alternatieve beleggingen terwijl BlackRock vooral sterk was op het gebied van beleggingen in obligaties. Merrill Lynch kreeg geen geld, maar 65 miljoen aandelen wat een belang van 45% in BlackRock vertegenwoordigde.

## Kredietcrisis
Zoals alle Amerikaanse zakenbanken is ook Merrill Lynch geraakt door de kredietcrisis. De voorzitter van de raad van bestuur Stanley O'Neal zag zich eind 2007 genoodzaakt op te stappen na het bekendmaken van enkele grote verliezen op de markt voor subprime hypotheken, en het feit dat hij op eigen houtje gesprekken aangeknoopt had met Wachovia bank met betrekking tot een mogelijke fusie. John Thain, voormalig bestuursvoorzitter van de effectenbeurs de New York Stock Exchange, volgde hem op. Het bedrijf schreef in 2007 US$ 8,4 miljard af als verlies door de kredietcrisis.
Op 14 september 2008 maakte Bank of America bekend dat het in gesprek was over de aankoop van Merrill Lynch voor een bedrag van US$ 38,25 miljard in aandelen. De Wall Street Journal meldde later die dag dat Merrill Lynch was verkocht aan Bank of America voor ongeveer US$ 44 miljard of ongeveer US$ 29 per aandeel.